# مسجد العوشزة
مسجد العوشزة أحد المساجد القديمة والأثرية التي تقع في الغاط وسط المملكة العربية السعودية.

## التاريخ
يعد مسجد العوشزة من أقدم المساجد التاريخية ببلدة الغاط حيث يعود تاريخ بنائه إلى عام 1115هـ، وكان يعد المسجد الرئيسي في البلدة حتى بناء مسجد العقدة وقد انهدمت معظم معالم المسجد في عام 1418هـ اثر السيول وتم إعادة ترميم وتأهيل المسجد عام 142هـ تحت اشراف الهيئة العامة للسياحة والتراث الوطني وبدعم من سمو الاميرة سلطان بنت احمد السديري.
وقد توالى على امامة المسجد العديد من الأئمة القدامى ومنهم عبد الله بن حسين الفداغ في عهد الإمام فيصل بن تركي، وصالح الراشد عام 1339هـ إلى ان توفي عام 1374هـ، وعبد المحسن بن عبد العزيز المنيع، ومحمد بن راشد السليم، ومحمد بن صالح الراشد، وأحمد بن صال الراشد من عام 1397 إلى عام 1403هـ.

## الموقع
يقع مسجد العوشزة بمحافظة الغاط، وسط بلدة الغاط التراثية، جنوب غرب حي العوشزة (أحد أحياء بلدة الغاط القديمة) ويطل مباشرة على الطريق الرئيسي بالبلدة والسوق القديم ويبعد المسجد نحو180كم شمال غرب مدينة الرياض.
| إحداثيات المسجد: | الإحداثي الشرقي: | 45.001245 | الإحداثي الشمالي: | 26.020256 |

## الوصف

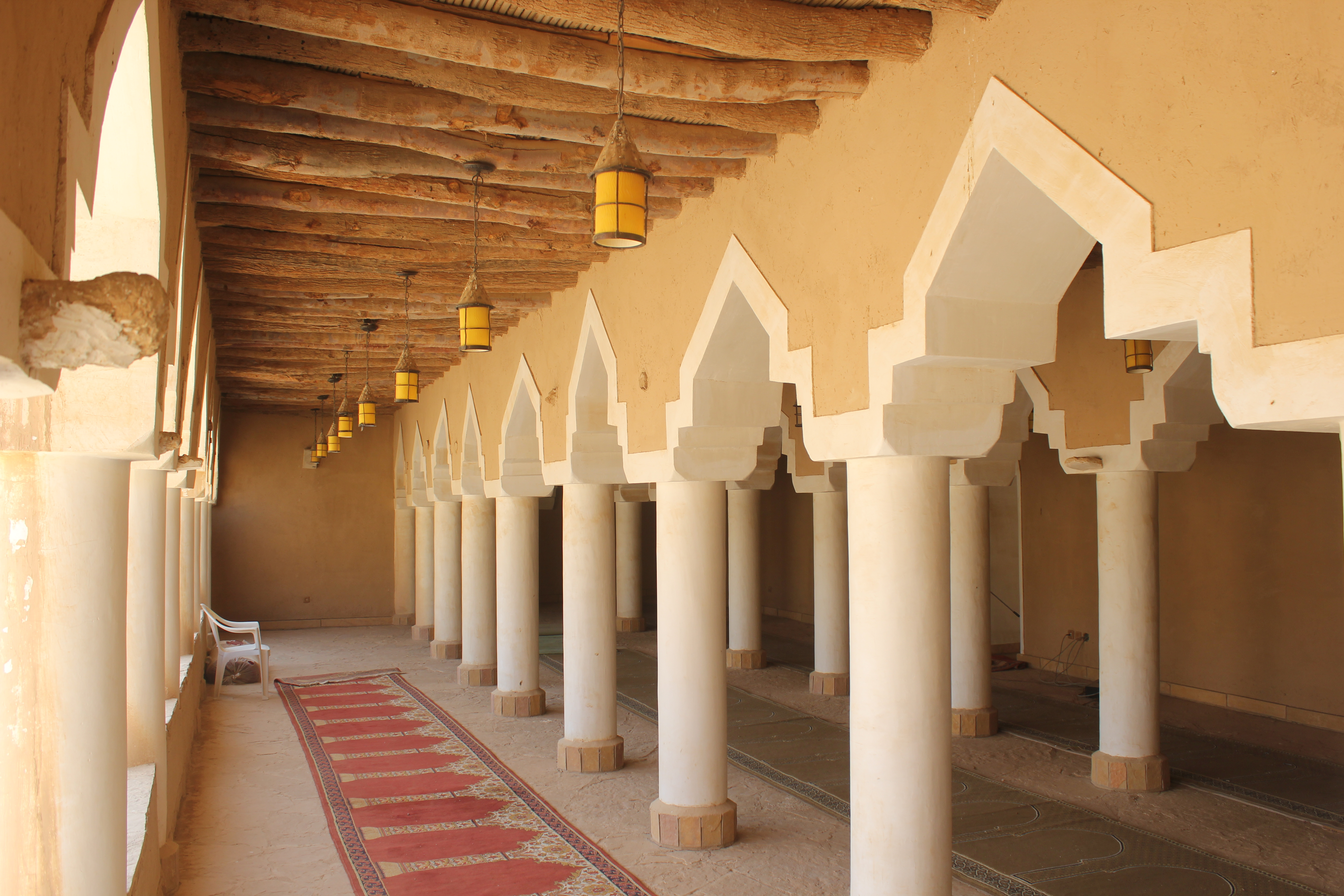
صورة داخلية للمسجد التقطت في 2 أكتوبر 2017.

لبلدة الغاط القديمة مسجد يعرف باسم مسجد العوشزة. تبلغ أبعاد المسجد 9.5 متر عرضًا و21 متر طولًا٬ استخدمت الحجارة في بناء أساسات جدرانه واستكمل بناء الجدران بالطين المكسو بالطين الممزوج بالتبن لتقويته. تقوم أسقفه على أعمدة أسطوانية الشكل مشكلة من خرز حجري مملط بمادة الجص٬ كما استخدم الجص في زخرفة جد ارنه. للمسجد مدخلان يقوم أحدهما في الجهة الشرقية٬ بينما يقوم الآخر في الجهة الجنوبية الشرقية. وبشكل عام يشتمل مخطط المسجد على بيت الصلاة٬ والسرحة٬ والخلوة٬ والسطح٬ والمئذنة٬ والميضأة. تم ترميم المسجد في عام 1428 هـ.

### بيت الصلاة
يعتبر بيت الصلاة المكون الرئيسي للمسجد وهو مستطيل الشكل وتبلغ مساحته نحو 1515م2، ويتكون من ثلاث أروقة موازية لجدار القبلة، ويرتكز سقفة على أعمدة حجرية مستديرة تحمل عقوداً مثلثة، وبه محراب يتوسط حائط القبلة ويوجد ببيت الصلاة سلم يؤدي إلى خلوة المسجد

### السرحة
تقع السرحة شمال المسجد في الجهة المقابلة لبيت الصاة، وتبلغ مساحتها نحو 80م2، وهو عبارة عن فناء مكشوف مستطيل الشكل ويحيط بها من الجهة الشمالية سور صغير يبلغ ارتفاعه نحو 1م.

### الخلوة
تقع الخلوة أسفل بيت الصلاة وهي مستطيلة الشكل تبلغ مساحتها قرابة 153م2، وتتكون من ثلاث أروقة موازية لجدار القبلة، ويرتكز سقفها على أعمدة حجرية مستديرة الشكل، وبها محراب يتوسط حائط القبلة، وللخلوة مدخلان يقعان في شمال وشرق المسجد، وست نوافذ مفتوحة على سرحة المسجد، وقد كان الخلوة تستخدم للصلاة في الشتاء نظراً لشدة البرد.

## وصلات خارجية
- صورة المسجد
- صور مسجد العوشزة بالغاط قبل واثناء وبعد الترميم